# Sherwood Dungeon
Sherwood Dungeon é um jogo eletrônico do gênero MMORPG desenvolvido por Gene Endrody, fundador da desenvolvedora de jogos eletrônicos Maid Marian Entertainment Inc. O jogo consiste em uma variedade de mundos repletos de criaturas místicas e masmorras que podem ser exploradas pelos jogadores, que podem se equipar com diversos tipos de armas, escudos e feitiços para defesa ou batalha contra criaturas hostis ou jogadores adversários.
Lançado em 16 de outubro de 2004, Sherwood Dungeon foi inicialmente desenvolvido no motor gráfico Shockwave para navegadores com suporte ao Adobe Flash, recebendo atualizações periódicas até o início de 2016. Após um longo período sem atualizações, o jogo recebeu a terceira atualização já em sua fase beta em julho de 2019, que foi seguida para uma versão para dispositivos Android lançada em dezembro de 2019. Juntamente com o anúncio da nova versão beta, também foi anunciado que o jogo estaria migrando para um motor gráfico próprio, devido ao fim do suporte do Adobe Flash em 2020.

## Itens
O jogador poderá obter itens como espadas, escudos, amuletos, poções, moedas de ouro e diamantes. Itens podem ser obtidos a partir de batalhas com inimigos, em baús (e barris), por desafios, por lojas (comércio), por presentes e trocas com outros jogadores, e por conquistas. A partir que o jogador avança de nível, poderá obter itens melhores, porém mais caros.

## Personalização
Assim que o jogador entra no jogo, poderá escolher sua classe, juntamente com as opções de personalização da mesma. O jogador poderá escolher tons de pele, estilo de cabelo, cores de armadura e core de time (clã).

## Habilidades
No jogo também estão presentes certas habilidades (golpes/estilos de luta). O jogador começa apenas com 2 habilidades (atacar com espada e defender-se com escudo), porém o jogador poderá obter mais habilidades batalhando com criaturas, e essas criaturas possuem golpes específicos. Assim que o jogador batalhar com elas, adquirirá suas habilidades específicas.

## Classes
No jogo está presente um sistema de classes, no qual o jogador pode escolher num total de 6 personagens (classes). Atualmente, o sistema de classes não aplica vantagem e desvantagem (como certo personagem ser mais rápido e habilidoso que o outro), ou seja, todas as classes são "iguais".
Warrior: A classe mais comum, o Warrior está no jogo desde suas versões iniciais.
Valkyrie: A Valkyrie é basicamente a versão feminina do Warrior. É a contrapartida jogável das Darkblood Valkyries.
Dark Knight: O Dark Knight é a classe mais antiga do jogo. No Sherwood Classic (a versão inicial do jogo, lançada em 2004) era a única classe jogável e apenas as cores da equipe poderiam ser personalizadas no personagem. Agora, o Dark Knight tem muitas opções de capacetes, armaduras, tons de pele e cores do time.
Skeleton: O Skeleton também está presente no jogo desde suas versões iniciais. É a classe com menos opções de personalização, só permitindo o jogador mudar sua cor e sua "armadura" (este último, na verdade, refere-se a seus ossos).
Viking: O Viking é semelhante ao Warrior e tem três opções de personalização.
Ranger: A Ranger é a última classe feminina no jogo. Ela tem todas as opções de personalização, como as outras classes, com exceção do Skeleton e do Viking.

## Inimigos e criaturas
Existe uma versão bot de cada personagem jogável, e esses bots são iguais aos personagens jogáveis, porém são diferenciados por uma cor de armadura diferente (geralmente preta), e por possuírem uma barra vermelha (indicador de vida) acima de suas cabeças. Bots irão atacar o jogador numa distância e com itens (armas, amuletos e golpes) predeterminados.
Também à criaturas místicas, que também atacarão o jogador. Certas criaturas místicas são neutras, e irão atacar o jogador somente se o mesmo o atacar (como o unicórnio).

## Pets e montarias
Os pets e montarias podem te ajudar a batalhar com criaturas ou até pessoas reais que estarão jogando com você ou podendo te ajudar a se locomover pelo mapa mais rapidamente e dando um visual diferenciado. Eles podem ser comprados com cartões de crédito ou por créditos de celular. Existem 30 tipos de pets e montarias, sendo algum deles as classes que aparecem quando você vai jogar, além disso, você pode personalizá-los, mudar a cor da pele ou da armadura e mudar o elmo. Em algum dos casos, eles podem ser montáveis e também poderão te ajudar na batalha, sendo o seu companheiro na batalha. Podendo também se transformar no seu pet ou montaria.
Horse: Ele ajudará você apenas a se locomover. Podendo mudar apenas a sua cor (marrom ou preto).
Wolf: Ele ajudará você na batalha e na sua locomoção. Podendo mudar apenas a sua cor (cinza,marrom ou preto).
Dragon: Ele ajudará você na batalha e na sua locomoção. Podendo mudar apenas a sua cor (marrom,verde,vermelho,azul fraco,roxo e preto).
Spider: Ela ajudará você na batalha e na sua locomoção. Podendo mudar apenas a sua cor (azul fraco,roxo,verde.vermelho,azul forte e preto).
Lion: Ele ajudará você na batalha e na sua locomoção. Podendo mudar apenas a sua cor (bege e cinza com preto).
Unicorn: Ele ajudará você na batalha e na sua locomoção. Podendo mudar apenas o seu visual (unicórnio do inferno e unicórnio branco).
Warrior Siderick (também é uma classe): Ele apenas te ajudará na batalha, não podendo mudar nada nele.
Valkyrie Protector (também é uma classe): Ela apenas ajudará você na batalha, não podendo mudar nada nela.
Dark Knight Henchman (também é uma classe): Ele apenas ajudará você na batalha, não podendo mudar nada nele.
Skeleton Minion (também é uma classe): Ele apenas ajudará você na batalha, não podendo mudar nada nele.
Viking Henchman (também é uma classe): Ele apenas ajudará você na batalha, não podendo mudar nada nele.
Ranger Ally (também é uma classe): Ela apenas ajudará você na batalha, não podendo mudar nada nela.
Shadowfey Knight: Ele apenas ajudará você na batalha. Podendo mudar apenas a sua cor de sua armadura (roxo com dourado,vermelho com azul e preto).
Shadowfey Priestess: Ela apenas ajudará você na batalha. Podendo mudar apenas a sua cor de sua armadura (roxo com dourado,vermelho com azul e preto).
Lycan: Ele apenas ajudará você na batalha. Podendo mudar apenas a sua cor (marrom e preto).
Huntress: Ela apenas ajudará você na batalha. Podendo mudar apenas a sua cor de sua roupa (azul fraco,vermelho,preto e branco).
War Horse: Ele ajudará você na batalha e na sua locomoção. Podendo mudar apenas a sua cor de sua armadura (branco,marrom fraco,marrom forte e preto).
Paladin: Ele apenas ajudará você na sua batalha. Podendo mudar a cor de sua armadura, e o seu elmo (amarelo com cinza,azul fraco e preto).
Minotaur: Ele apenas ajudará você na sua batalha. Podendo mudar a sua cor (vermelho fraco,cinza,azul fraco e vermelho forte)
Knightess: Ela apenas ajudará você na sua batalha. Podendo mudar a cor de sua armadura, e o seu elmo (amarelo com cinza,azul fraco e preto).
Rogue: Ele apenas ajudará você na sua batalha. Podendo mudar a cor de sua roupa (verde com marrom,azul fraco e preto).
Tiger: Ele ajudará você na batalha e na sua locomoção. Podendo mudar apenas a sua cor (laranja com preto e branco com preto).
Fire Drake: Ele ajudará você na batalha e na sua locomoção. Podendo mudar apenas a sua cor (vermelho,roxo,verde e preto com cinza).
Griffin: Ela ajudará você na batalha e na sua locomoção. Podendo mudar apenas a sua cor (marrom com branco,azul fraco com branco e cinza com branco).
Wings: Elas ajudarão você apenas na sua locomoção. Podendo mudar apenas a sua cor (marrom com branco,azul fraco com branco e cinza com branco).
Dragon Wings: Elas ajudarão você apenas na sua locomoção. Podendo mudar apenas a sua cor (vermelho,roxo,verde e preto com cinza).

## Mapas
O jogo conta com 14 mapas, sendo que 1 é uma "dungeon" (masmorra). Cada mapa tem uma criatura mais abundante, e a maioria conta com lojas aonde o jogador pode comprar e vender itens.

### Sherwood Castle
Sherwood Castle é a ilha inicial de Sherwood Dungeon, também pode ser acessada digitando /teleport 1. É a única ilha com portais para todas as outras ilhas, e para a entrada do calabouço (dungeon). Sherwood Castle é dividido em duas partes: The Forest e The Castle.
Os jogadores ao entrarem no jogo aparecem na floresta, ou voltam a ela quando morrem nesta ilha. A grande floresta, além do fosso do castelo, está repleta de muitas criaturas, e é o único lugar na ilha onde você pode lutar contra monstros e completar missões. A floresta é um bom lugar para iniciantes treinarem pois os monstros são fáceis de matar e há muito para explorar. Este é o lugar onde o círculo de reinvocação é encontrado, como também dois postos avançados, uma taberna e um moinho de vento. A taberna é a casa de Olaf Vermund e um comerciante. Um caminho leva da ponte do castelo para a doca, onde um navio pirata aparecerá a cada poucos minutos para embarcá-lo.
A principal característica da ilha é o castelo. A fortaleza do castelo é a única zona de segurança da ilha, uma área onde os jogadores são protegidos de serem danificados por outros jogadores, neste local tem dois portais: um para Haunted Palm e outro para Frost Bite. O telhado do castelo pode ser acessado por uma rampa atrás da fortaleza. Entre os portais tem a entrada para o calabouço. Ao atravessar a entrada, o jogador será enviado ao calabouço com o nível equivalente ao seu nível de XP. Para introduzir um nível de calabouço específico, digite /level n, onde n é o número do nível. Lady Marian estará parada à direita da entrada do calabouço, e Comandante Brom fica na varanda acima. O castelo possui uma torre alta com um portal para Stone Circle Island, the Battle Arena, e a Isle of Heroes no topo. O Castle Guard está fora da ponte que conduz a partir da floresta para o pátio. No pátio há uma estátua de um dragão, onde os jogadores podem atacar uns aos outros, e que detém a rampa para subir à torre e passarela.
A torre foi completamente modificada quando mais ilhas foram introduzidas para o jogo. Ela agora detém cinco portais no topo e é muito mais detalhado do que na versão original. A atividade PvP popular que às vezes envolve todos os jogadores na sala, cada jogador escolhe uma cor e lutam pelo controle da torre. Um outro tipo popular de jogo é anunciar-se o governante da torre, assim convidando jogadores experientes na sala para lutar contra você 1 a 1 para o controle da torre.
Monstros
- Forest Tarantula
- Ruby Scrapper
- Venom Critter
- Darkblood Raider
- Poison Drake
- Shadowfey Invader

### Haunted Palm
Haunted Palm é uma das ilhas ligadas à Sherwood Castle por um portal, também pode ser acessada digitando /teleport 2. Esta ilha parece estar localizada perto dos trópicos e contém uma estrutura de barracas conectadas, onde você pode encontrar um comerciante ou receber uma missão de Baron Akale, que substituiu o Captain Macrae devido à atualização da missão "Prophecy of Bane". Baron Akale está localizado na maior cabana na ilha e tem duas missões para você fazer relativo ao enredo "Prophecy of Bane".
Monstros
- Black Warrior
- Iron Nightmare
- Leader Shade
- Orchid Creeper
- Ruby Lurker
- Darkblood Marauder
- Shadow Minion

### Frost Bite
Frost Bite é uma ilha situada nos mares frios do Extremo Norte. Ela pode ser acessada pelo teletransporte em Sherwood Castle ou digitando /teleport 3. É a primeira ilha a ser encontrada contendo dragões. Frost Bite, apesar de ser considerada uma única ilha, é formado por duas ilhas: a ilha principal, que contém a vila, e uma vizinha, contendo o portal. As ilhas estão separadas por pequenas estreito. A ilha principal é governada pelo Mayor Bones, um esqueleto morto-vivo que apresentará o jogador com duas missões de "Prophecy of Bane".
Monstros
- Snow Dragon
- Ice Basilisk
- Darkblood Champion
- Emerald Shadow
- Ruby Crawler
- Leader Wraith
- Shadow Warrior
- Orchid Critter

### Lost Lagoon
Lost Lagoon é uma ilha no Sherwood Dungeon, pode ser acessada digitando /teleport 4. A ilha em si é uma floresta mística, com uma área de vista mágica, floresta com a paisagem roxa, plantas e barracas no centro da ilha. Um grande rio separa as cabanas do círculo de reinvocação. As cabanas compõem uma grande parte da área e são a casa do doador de missões e do comerciante. As missões da "Prophecy of Bane" são dada por Mattias Vermund, que está localizado perto do círculo de reinvocação.
Monstros
- Lich
- Fire Wraith
- Fire Widow
- Forest Crawler
- Sea Dragon
- Sea Lizard
- Shadow Mercenary

### Isle of Ancients
Isle of Ancients é uma ilha no mundo de Sherwood. O portal está no topo de uma torre de fora Sherwood Castle, também pode ser acessada digitando /teleport 5. É uma região de floresta simples muito parecida com a área de Sherwood Castle, no entanto, apresenta diferentes plataformas elevadas colocadas ao redor do mapa que pode ser usada para PvP e batalhas de equipe. Diretamente no meio da ilha tem uma enorme cratera cheia de água.
Monstros
- Jade Basilisk
- Crystal Nightmare
- Captain Shade
- Darkblood Elite
- Lava Spider
- Jade Dragon
- Boss Haunt
- Crystal Fighter
- Shadow ranger

### Isle of Heroes
Isle of Heroes pode ser acessada digitando /teleport 6, ela contém uma Colosseum, onde você pode invocar Arena Lions ou Arena Dragon. Os jogadores também podem invocar Agonia falando com o Darkblood Paladin perto do círculo de pedra localizada na parte de trás, a esquerda do Coliseu. Deve-se notar que derrotar Agony é um requisito para os jogadores seguirem a missão de "Prophecy of Bane".
Monstros
- Lions
- Darkblood Valkyries
- Soldiers (deve ser invocado)
- Arena Dragon (deve ser invocado)
- Agony (deve ser invocado)

### Stone Circle
Stone Circle pode ser acessada digitando /teleport 7. Reis podem ir e vir, os guerreiros podem lutar e morrer, mas o Stone Circle continua de pé, como se toda a história passasse em um momento. Quem e qual magia criou este lugar sagrado que é perdido para a passagem do tempo. A paisagem é semelhante ao Sherwood Castle, mas no meio da ilha há um monumento circular que se assemelha ao Stonehenge. É também a casa de Bane e seu voador Wyverns.  As duas últimas partes da missão de "Prophecy of Bane" ocorrem aqui. Como em Isle of Heroes, arena convocação de Bane está dentro do círculo de pedras Mindifire. No círculo da ilha, uma matilha de Wolves e o Pack Leader podem ser invocados. Por tanto tempo que o círculo tem resistido, são os lobos que foram os verdadeiros governantes desta terra. Feroz, selvagem e orgulhoso, eles vão testar a honra de você e seus amigos.
Monstros
- Wyverns
- Wolves
- Pack Leader (deve ser invocado)
- Soldiers (deve ser invocado)
- Bane (deve ser invocado)

### Battle Arena
A Battle Arena é a segunda ilha a ser coberta de neve. Esta ilha não contém monstros e destina-se exclusivamente para batalhas PvP. Ele pode ser acessada digitando /teleport 8. Os jogadores são divididos em duas equipes diferentes e podem lutar contra o seu oponente em um estádio que lembra um tabuleiro de xadrez. Quando teletransportar para este local, eles serão atribuídos automaticamente a equipe vermelha ou a equipe azul.
O sistema utilizado na versão multiplayer do Maid Marian de Tank Ball está presente nesta ilha. Cada jogo tem poucos minutos de duração e depois de cada jogo aparece uma janela que mostra o ranking de cada jogador e da equipe vencedora.

### Midnight Glade
Midnight Glade pode ser acessada digitando /teleport 9. É constituída por uma paisagem escura com uma vila composta de várias casas e moinhos de vento. É também o centro de compra de runestone e scroll's e foi adicionado em março de 2010. Esta ilha é especial porque é a casa do Scroll Merchant e do Runestone Merchant, que vendem seus itens em troca de diamantes. Midnight Glade é também a casa do ferreiro, que pode melhorar as armas para o próximo nível, em troca de diamantes. Quanto mais rara a arma mais diamantes você terá que usar para melhorá-la. O Supply Seargent está localizado perto da estátua do unicórnio e é um homem de armadura branca. Sua primeira missão pede-lhe para matar um certo número de Darkblood Bandits em troca de um normal Curved Axe. Em sua segunda missão ele vai pedir para você matar um certo número de Timber Wolves em troca de uma Darkblood Scepter. Ambas as missões oferecem muita experiência e é uma boa maneira de nivelar-se rapidamente. No centro da vila há uma estátua de um unicórnio. Existem apenas três inimigos nesta ilha, mas eles podem ser muito complicados para jogadores novatos matarem.
Monstros
- Timber Wolf
- Darkblood Bandit
- Unicorn

### Fortress of Fury
A Fortaleza de Fúria pode ser acessada digitando /teleport 10. Foi lançada em Sherwood Dungeon versão 2.2 e contém muitos elementos que são semelhantes aos de Midnight Glade, incluindo um Scroll Merchant, Rune Merchant, um ferreiro, um círculo de reinvocação, várias tabernas e a missão "Curse of the Wolf". Esta ilha se parece muito com a de uma aldeia medieval. Ele consiste de uma pequena quantidade de bares, rodeado por um grande muro que você pode escalar. Fortress of Fury é o único lugar onde monstros pode escalar as estruturas de edifícios, nomeadamente o Lycan. A missão pode ser concluída ao falar com Gypsy Phoenix, localizado na fronteira do círculo de reinvocação. As missões de "Curse of the Wolf" oferecem uma grande quantidade de pontos de experiência bônus e é ótimo para aumentar seu nível.
Monstros
- Werewolf
- Black Unicorn
- Rogue Huntress
- Lycan

### Isle of Eclipse
Isle of Eclipse pode ser acessada digitando /teleport 11. Lançado na versão 2.3, ela é descrita como a terra do Shadowfey. A missão pode ser concluída ao falar com o Lorekeeper, localizado em frente de uma ponte perto do círculo de reinvocação. A missão "The Rites of Passage" oferece uma série de pontos de experiência, uma vez que garante, pelo menos, um nível a mais se todas as missões são concluídas.
Monstros
- Minotaur
- Sabertooth Tiger
- Obelisk
- Shadowfey Undead
- Shadowfey Assassin
- Shadowfey Priestess
- Cinaed

### Maidenwood Castle
Maidenwood Castelo pode ser acessada digitando /teleport 12. A missão pode ser iniciada ao falar com Blackowl, localizado perto do círculo de pedras, no início da área. É a ilha com o maior número de monstros Darkblood. Você pode encontrar muitos comerciantes aqui.
Monstros
- Darkblood Paladin
- Darkblood Marine
- Darkblood Banner
- Darkblood Assassin
- Frost Drake
- Trouble

### Griffin's Landing
Griffin's Landing pode ser acessada digitando /teleport 13. É constituída por dois castelos, um branco e um preto, separados por um pequeno riacho sobre o qual uma ponte passa. A missão pode ser iniciada ao falar com Grunt, localizada no interior do castelo branco.
Monstros
- Darkblood Knightess
- Darkblood Rogue
- Young Griffin
- Griffin

### Isle 14
Isle 14 é um nome temporário dado à ilha que pode ser acessada digitando /teleport 14. Não há monstros ou NPCs que reinvocam aqui e ela tem o mesmo layout que a Isle 13 tinha antes de ter sido feita em Griffin's Landing. Há dois castelos, um preto com bandeiras vermelhas e uma branca com bandeiras azuis, e entre eles há uma ponte. É muito semelhante à Griffin's Landing.

## Comandos
Existem diferentes códigos para Sherwood Dungeon que, digitando na janela de chat e pressionando Enter são ativados. Estes são os códigos oficiais que apenas podem ser utilizados pelos jogadores:
/help: Aparece uma janela com uma lista de ajuda.
/fps: Mostra o número de quadros por segundo.
/facebook: A página de Sherwood Dungeon do Facebook aparece.
/help teleport: Lista todos os "teletransportes" com seu número.
/numkey: Você pode mover-se com as teclas numéricas (2, 4, 6 e 8)
/who: Permite que você veja quem está online no teletransporte ou nível de dungeon que você está naquele momento.
/teleport (1-14): Utilizado para transportá-lo para qualquer outro mapa (você precisa colocar um número de 1 a 14 para selecionar o mapa para o qual você deseja ir).
/level (1-infinito): Utilizado para transportá-lo para qualquer nível de subsolo no interior do Castelo de Sherwood (Dungeon).
/join: (1-300): Permite mudar o canal de bate-papo e conhecer pessoas diferentes.
/camera: Permite-lhe mostrar a imagem do mapa de onde você está (ele é removido com a tecla de espaço).
/f (aqui o texto que deseja): Permite que você escreva em azul, apenas seus amigos podem ver o que você digitou.
/design: Permite que os jogadores criem locais utilizando "Room Designer"
/logout: Faz com que o jogador se desconecte do jogo.
/hidesky: Faz com que a água e o céu fiquem invisíveis, funcionando apenas na versão Shockwave.
/showsky: Reverte o efeito do comando /hidesky.

## Versão mobile
Em 8 de fevereiro de 2020, a página oficial do jogo publicou que a versão Mobile estava disponível para Android e MacOS.